# Csaplár Ferenc
Csaplár Ferenc (Baja, 1940. november 27. – Szeged, 2007. május 9.) magyar irodalomtörténész, kritikus, pedagógus. Az irodalomtudományok kandidátusa (1991).

## Életpályája
Szülei: Csaplár Sándor (1898–1973) és Csuha Ilona (1903–1977) voltak. 1959–1964 között a József Attila Tudományegyetem Bölcsészettudományi Karának magyar-német szakos hallgatója volt. 1964–1970 között Szegeden a Rózsa Ferenc Gimnáziumban tanított. 1970–1973 között aspiránsként dolgozott. 1974–1975 között a Petőfi Irodalmi Múzeum tudományos főmunkatársa lett. 1976-tól haláláig a Kassák Lajos Emlékmúzeum igazgatójaként működött.
József Attila, Radnóti Miklós, Juhász Gyula szegedi kapcsolataival, 1967-től pedig Kassák Lajossal és a magyar avantgárd irodalom és művészet témakörével foglalkozott. Kiállításokat rendezett.

## Művei
- A Szegedi Fiatalok Művészeti Kollégiuma (tanulmány, 1967)
- Barta Lajos (kismonográfia, 1973)
- Kassák Lajos Bartók-verse (tanulmány, 1981)
- Kassák körei (tanulmány, 1987)
- Kassák Lajos: Számozott költemények (szerkesztette, sajtó alá rendezte, 1987)
- Magam törvénye szerint. Tanulmányok és dokumentumok Kassák Lajos születésének századik évfordulójára (szerkesztette, 1987)
- Lajos Kassák. 1887–1967 (1987)
- Kassák Lajos: Szénaboglya (sajtó alá rendezte, 1988)
- Kassák Lajos (szerkesztette, 1992)
- Fotográfiák Kassák Lajosról 1915–1967 (összeállította, 1992)
- Kassák az európai avantgárd mozgalmakban 1916–1928 (szerkesztette, 1994)
- Buday György fametszetei (szerkesztette, 1995)
- Kassák Lajos: Válogatott versek (szerkesztette, 1995)
- A Mentor könyvesbolt 1922–1930 (1996)
- A cirkusz világa a magyar művészetben. 1900–1994 (1997)
- Molnár Farkas. Festő, grafikus, építész (szerkesztette, 1997)
- Kassák Lajos: Játék (válogatott elbeszélések, 1997)
- Kassák könyv- és reklámművészeti munkássága (1999)
- Kassák születésnapja, 1917–1967 (2005)
- Bartók Béla, Kassák Lajos; 2006. március 26-án megnyílt kiállítás rend., a kiadványt írta, szerk. Csaplár Ferenc; Kassák Múzeum, Bp., 2006
- A Kassák Múzeum kiállításai, 1967–2006; bibliogr. Csaplár Ferenc; Kassák Múzeum és Archívum, Bp., 2006
- Szentendrei művészek alkotásai S. Nagy János gyűjteményéből; kiállítás rend., szerk. Csaplár Ferenc; Kassák Múzeum, Bp., 2006
- Új szerzemények 2002–2006; rend. Csaplár Ferenc; Kassák Múzeum és Archívum, Bp., 2006
- Archaikus és modern. Kiállítás a Raum-gyűjteményből az óbudai Kassák Múzeumban, 2006.06.24–2006.09.10.; rend. Csaplár Ferenc, fel. szerk. Ébli Gábor; Kassák Múzeum. Bp., 2006

## Díjai
- A Szépirodalmi Könyvkiadó Nívódíja (1987, 1988)
- Móra Ferenc-díj (1996)[2]
- a Művelődés Szolgálatáért Díj (2000)